# Парецаг
Парецаг (словен. Parecag) — поселення в общині Піран, Регіон Обално-крашка, Словенія. Висота над рівнем моря: 87,7 м.